# Heiko Rannula
Heiko Rannula (ur. 28 lipca 1983 w aleviku Ilmatsalu) — estoński trener koszykówki, były koszykarz. 
Od lipca 2024 roku jest głównym trenerem reprezentacji Estonii. 
Od lutego 2025 roku jest głównym trenerem zespołu Legii Warszawa w Polskiej Lidze Koszykówki. 

## Osiągnięcia trenerskie
Drużynowe
- Mistrz Estonii (2022) — Pärnu Sadam[4]
- Mistrz Estonii (2023) — BC Kalev/Cramo Tallinn[5]
- Mistrz Estonii (2024) — BC Kalev/Cramo Tallinn[6][7]

- Mistrz Polski (2025) — Legia Warszawa[8][9][10]

## Odsyłacze zewnętrzne
- Profil trenera na eurobasket.com (ang.)
- Profil zawodnika na eurobasket.com (ang.)